# Крејг (Небраска)
Крејг (енгл. Craig) град је у америчкој савезној држави Небраска.

## Демографија
По попису из 2010. године број становника је 199, што је 42 (-17,4%) становника мање него 2000. године.
| Група             | 2000.       | 2010.       |
| Белци             | 240 (99,6%) | 181 (91,0%) |
| Афроамериканци    | 0 (0,0%)    | 1 (0,5%)    |
| Азијати           | 0 (0,0%)    | 1 (0,5%)    |
| Хиспаноамериканци | 0 (0,0%)    | 5 (2,5%)    |
| Укупно            | 241         | 199         |